# 電波天文学
電波天文学（でんぱてんもんがく、英語: radio astronomy）とは、天体の観測手段として電波を用い、天体に関する研究を行う天文学の分野の1つである。

## 観測

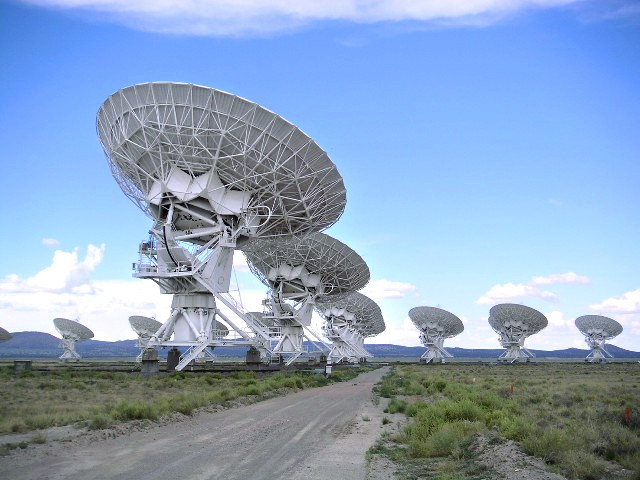
超大型干渉電波望遠鏡群（VLA）

### 手法
ヒトは有史以来、電磁波の中の狭い波長域の可視光線を使った天体観測を行ってきた。この観測手段として電磁波を使う天文学は、対象とする電磁波の周波数帯によって、分類される場合が有る。すなわち、可視光線による従来の天文学。可視光線よりも短波長側の電磁波を用いて観測を実施する紫外線天文学、X線天文学、ガンマ線天文学。逆に、可視光線よりも長波長側の電磁波を用いて観測を実施する赤外線天文学、そして、最も波長の長い電波を使って観測を行う電波天文学といった分類である。それぞれの波長域により、観測し易い天体が異なる。
電波天文学で観測で用いる天体から飛んで来る電波は微弱であるため、その観測は電波望遠鏡を用いて行われる。電波は波長が長いため、星間物質による散乱を受け難く、可視光線では観測できない暗黒星雲の背後などを観測できる場合が有る。さらに、低温で自ら光を発しない天体なども、何らかの理由で電波を発していれば、観測できる場合が有る。
しかし、短波より波長が長い、波長40 m以上の電波は、地球の電離層で反射されるため、地球表面へは届かず、地上では観測できない。また波長が3 cm以下と短い電波は、地球の大気に含まれる水分子や酸素分子によって吸収されるため、地上までは届き難く、地上での観測は難しい。そのため、その間の波長で「電波の窓」と呼ばれる周波数帯の電波が、電波天文学では観測に使用されてきた。ただし、1980年代以降では、観測装置の立地を考慮に入れつつ、電波望遠鏡の感度を向上させるなどの工夫によって、ミリメートル領域からサブミリメートル領域の観測も、
地上で行われていった。また、人工衛星を打ち上げて維持する技術を得てからは、地球の大気の影響を受けない電波天文衛星による観測も行われてきた。
天然の天体電波観測の他に、地球外知的生命体探査（SETI）の一環として、オズマ計画など異星文明からの電波信号を検知しようとする試みも多く行われてきた。さらに近年は極短波により天体の元素組成を観測し、地球外生命の存在の可能性を有する環境を持つ天体の探索も行われている。

### 地球で発信された人工的な電波の影響
一方で、電波天文学が観測手段として電波を用いるため、地球で発信される人工的な電波は、しばしば天体観測の妨害要因になり得る。すなわち、宇宙から飛んで来た電波なのか、地球上から発信された電波なのかの区別が必要だったり、場合によっては区別が難しいためである。また、天体から飛来した電波は微弱なのに、しばしば地球上で人工的に発信された電波は強力だったりもするため、天体から飛来した微弱な電波が、マスキングされ得る。したがって、地球上から発信される電波は、電波天文学にとってノイズに他ならない。例えば、テレビ放送やラジオ放送など無線放送による電波、その他の通信用の電波や、さらには、意図せずに発信された電磁波までもが、電波天文学に対して問題を引き起こし得る。
近年では高周波の使用が増え、携帯電話などの送信設備からの高調波の影響により、地球上での電波を用いた天体観測が、しばしば妨害される。他にも、いわゆる超広帯域無線（UWB）やコグニティブ無線との関係がしばしば議論の俎上に上る。オーストラリアのパークス天文台の例では、1990年代から記録されたノイズの発生源が地球近くのどこかであるということ以外は、長い間発信源が不明だった。結局は、リアルタイム電波干渉モニタの設置で昼食の時間帯に頻繁に観測されていたと判明し、3箇所で同時に観測できた結果から、地球上の発信源が割り出されて「電子レンジがタイマーによって作動を停止する前に、レンジのドアを開いた際に放出される電磁波」が原因と判明したという。また電力線搬送通信（PLC）に対しても、PLC設備から漏洩する電波が観測に深刻な影響を与える恐れが有るとして、日本の国立天文台などは慎重な対応を求めている。
一応、天体観測に用いる周波数は割り当てられているものの、近接する周波数帯の利用の影響を少なからず受ける。

## 天体の電波機構
天体が放射する電波には、何種類かの発信の機構が知られている。複数の波長で観測を行う方法で、どのような機構で放射された電波かを知れる。それによって電波を放射している天体の性状を、推定できる。
シンクロトロン放射
光速に近い電子が、磁場の中でローレンツ力を受けて円運動する際に放射される電波である。この原理によって発信された電波は、電波強度の波長依存性が強い連続スペクトルを持つ。
熱制動放射
高温のプラズマ中の電子が、原子核からの引力を受けて進路を曲げられた際に放射される電波である。強度の波長依存性が小さい連続スペクトルを持つ光を放射する。
電離原子の再結合
電離した原子と電子が再結合する際に放射される電波である。この原理によって発信された電波は、線スペクトルを持つ。
水素原子の21cm線
水素原子中の電子のスピンが反転する際に放射される電波である。
分子の回転遷移
暗黒星雲（分子雲）中の分子の回転が変化する際に放射される電波である。この原理によって発信された電波は、
線スペクトルを持つ。
宇宙背景放射
ビッグバンの時に宇宙に満ちていた光の名残りであろうと考えられている。

## 歴史
- 1931年に、ベル研究所に所属していた無線技術者のカール・ジャンスキーは空電現象の観測中に、初めて天体から飛来した電波を受信した。こうして電波を放射している天体の存在を、ヒトは初めて知った。ジャンスキーが観測した天体は、銀河系の中心核から飛来した波長14.6 mの電波であった。
- 1940年、グロート・レーバーは直径9 mのパラボラアンテナを自作した。これが初めての電波望遠鏡である。レーバーは波長1.85 mの電波で天の川の観測を行い、電波地図を作成した。
- 1942年にイギリスのジェームス・ヘイはレーダーに混信する発信源が不明の電波を受信した。これは同年に、アメリカのジョージ・サウスウォースによって、太陽フレアにより発生した電波であると確認された。
- 1944年にオランダのファン・デ・フルストは、電離していない水素原子が波長21 cmの電波を放射する可能性を示した。これは1951年にアメリカのハロルド・ユーエンとエドワード・パーセルによって確認された。
- 1945年に終結した第2次世界大戦の後には、戦争中に発達したレーダーの技術が応用され、より詳細な電波の観測が行われるようになっていった。しかし、当時の電波での天体観測は、光学観測に比べて分解能が非常に劣る点がネックであった。それでも、干渉計の応用により、この点は大幅に改善されていった。その結果、多くの天体が電波観測すれば、可視光線での観測では判らない天体の姿を捉えられると判明した。こうして電波観測が、天体観測の手段の1つとして確立した。
- 1964年にアーノ・ペンジアスとロバート・W・ウィルソンは、通信機器のノイズの測定中に宇宙から、等方的に飛来してくる電波を発見した。これがビッグバン理論で予測されていた宇宙背景放射であると考えられている。
- 1967年7月にアントニー・ヒューイッシュとジョスリン・ベル・バーネルは、非常に正確な周期で飛来してくる電波を放射する天体を発見した。これはパルサーと名付けられ、その正体は高速で自転する中性子星であると予測されている。

## 研究途上の例
パークス天文台では、2001年頃から、1000分の1秒間程度しか観測されない非常に短時間で強い電波が放射される高速電波バースト（英語: Fast Radio Burst、FRB）と呼ばれる現象を観測してきた。これも発生源が特定できていなかったが、2015年4月に観測されたFRB 150418の発生源が、2016年2月に、スウィンバーン工科大学や日本の国立天文台、東京大学のグループらによって、おおいぬ座の方向に50億光年離れた楕円銀河からの電波であると突き止めた、と発表した。まだ発生メカニズムは不明だが、連星の中性子星の合体の可能性が有るという。

## 電波星
グロート・リーバーははくちょう座やカシオペヤ座付近から強い電波が放射されている事実を発見していた。
1946年にジェームス・ヘイらは、これらの電波が天の川とは別の天体から出ている電波であると確認した。当時の電波望遠鏡の分解能では、これらの電波源の光学的な対応天体を検出できなかったので、これらは電波星と呼ばれ、天体の属する星座とその星座内での電波強度の順にアルファベット順の符号を付けて呼称された。
電波星はその後、活動銀河や大質量星の形成が盛んな星雲、超新星残骸などに、電波の発生源の天体が同定された。
- いて座A: いて座Aイースト、いて座Aウェストから成る。いて座Aイーストは超新星残骸と考えられている。いて座Aウェストの中に銀河系中心核いて座A*を含む。
- カシオペヤ座A: 1670年ごろに爆発したと考えられている超新星残骸。
- おうし座A: かに星雲 M1
- オリオン座A: オリオン大星雲 M42
- はくちょう座A: 活動銀河 3C405
- おとめ座A: 活動銀河 M87
- ケンタウルス座A: 活動銀河 NGC5128